# Павлик Геннадій Васильович
Геннадій Васильович Павлик (21 грудня 1969 — 10 березня 2022) — український артист оркестру Національного заслуженого академічного українського народного хору України імені Григорія Верьовки.

## Життєпис
Закінчив Черкаське музичне училище ім. Гулака-Артемовського (1989), Київську державну консерваторію ім. П.І. Чайковського (1994). Працював артистом оркестру Національного заслуженого академічного українського народного хору України ім. Г.Г. Верьовки (2002—2022).

## Нагороди
- заслужений артист України (2018) — за вагомий особистий внесок у розвиток національної культури і мистецтва, багаторічну плідну творчу діяльність та високу професійну майстерність[1].